# 世界U-23バレーボール選手権
世界U-23バレーボール選手権（せかいユー23（アンダートゥェンティスリー）バレーボールせんしゅけん、英表記: FIVB Volleyball U23 World Championships）は、国際バレーボール連盟が主催していた年代別の国際大会である。正式な大会名は男子が「世界U-23男子バレーボール選手権」（FIVB Men's U23 World Championship）、女子が「世界U-23女子バレーボール選手権」（FIVB Women's U23 World Championship）である。
年代別の世界選手権は、すでに男子がジュニア（U21）・ユース（U19）、女子がジュニア（U20）・ユース（U18）が開催されているが、シニア世代とのギャップを埋めるために、ジュニア・ユースの上位カテゴリーとして2013年10月に第1回大会が開催された。
第1回大会では、FIVBから特別ルールが試行されると発表された。(1)現行のセット25点制を21点制に変更（第5セットは現行の15点制）、これに伴いテクニカルタイムアウトは8点・16点から、12点に変更。(2)主審の吹笛後にサーブを打つまでの時間を、現行の8秒から5秒に変更である。しかし、女子大会での適用は見送られ、ブラジル大会の男子大会のみの試行となった。
2017年の第3回男子大会でも新ルールが試行された。内容は(1) 各セット15点制の7セットマッチで4セット先取したチームが勝利。(2) テクニカルタイムアウトは採用しない。 (3) コートチェンジは2セット終了時、4セット終了時、5セット終了時、6セット終了時に行う。
2017年大会以降、世界U-23バレーボール選手権は開催がなく、2017年大会をもって廃止の状態である。

## 参加チーム
各大陸連盟枠2の上位国（計10か国）に開催国およびそれ以外でシニアランキングが最上位国が出場する。

## 試合方式
出場12チームを2組（Pool）に分け、1回戦総当たりのリーグ戦を行う。各組上位2位までのチームが準決勝に進出し、トーナメント戦により優勝チームを決定する。

## 結果

### 男子
| 年     | 月日         | 開催地         | 優勝         | 準優勝   | 3位      | 4位        |
| ------ | ------------ | -------------- | ------------ | -------- | -------- | ---------- |
| 2013年 | 10月6日-13日 | ウベルランジア | ブラジル     | セルビア | ロシア   | ブルガリア |
| 2015年 | 8月24-31日   | ドバイ         | ロシア       | トルコ   | イタリア | キューバ   |
| 2017年 | 8月18-25日   | カイロ         | アルゼンチン | ロシア   | キューバ | ブラジル   |

### 女子
| 年     | 月日         | 開催地               | 優勝           | 準優勝         | 3位            | 4位            |
| ------ | ------------ | -------------------- | -------------- | -------------- | -------------- | -------------- |
| 2013年 | 10月5日-12日 | ティフアナ・メヒカリ | 中華人民共和国 | ドミニカ共和国 | 日本           | アメリカ合衆国 |
| 2015年 | 8月12-19日   | アンカラ             | ブラジル       | トルコ         | ドミニカ共和国 | 日本           |
| 2017年 | 9月10-17日   | リュブリャナ         | トルコ         | スロベニア     | ブルガリア     | ドミニカ共和国 |